# Râul Iazuri, Șomuzul Mare
Râul Iazuri este un afluent al râului Șomuzul Mare. 

## Hărți
- Harta județului Suceava